# Портрет Пушкина (Линёв)
Портре́т Алекса́ндра Серге́евича Пу́шкина, известный также как «Линёвский портрет», — картина, предположительно написанная русским художником-любителем Иваном Логгиновичем Линёвым в конце 1830 — начале 1840-х годов. Вероятно, либо последний прижизненный портрет Пушкина, либо картина, написанная сразу после его гибели.

## Описание
Пушкин на портрете изображён в последние месяцы своей жизни. Его образ серьёзно отличается от того, что запечатлён на живописном полотне Кипренского, где он предстаёт в качестве недосягаемого гения. Он не баловень судьбы, как на портрете Тропинина, и не спокойный человек, как на акварели Соколова. Поэт на портрете изображён осунувшимся, у него поблекшее лицо, потухшие глаза. Сергей Михайлович Куликов отмечает, что на портрете Пушкин изображён в последний, самый трудный год его жизни человеком, знающим и понимающим состояние поэта. На полотне Пушкин кажется старше своих лет. Это совпадает с воспоминаниями сестры поэта Ольги Сергеевны Павлищевой и графа Павла Христофоровича Граббе, которые отмечали этот факт в последние годы жизни Александра Сергеевича.
Вместе с тем отмечается отсутствие «выверенности» в портрете, что свидетельствует о непрофессиональности художника. В портрете также видна торопливость его автора, что предположительно является свидетельством того, что у него было мало времени для создания своего произведения.

## Провенанс
Впервые о существовании неизвестного прижизненного портрета Пушкина стало известно широкой публике в 1887 году, когда об этом сообщил библиотекарь Александровского лицея Я. Г. Северский, который в свою очередь узнал о полотне от артиста балета Тимофея Алексеевича Стуколкина. Артист рассказал библиотекарю о том, что такой портрет хранится в семье драматического актёра Леонида Львовича Леонидова. В семью Леонидова портрет попал в качестве дополнения к приданому его жены — свояченицы Стуколкина, урождённой Гольц. Каким образом портрет оказался в собственности Николая Осиповица Гольца — отца жены Леонидова, доподлинно неизвестно.
Узнав от Северского о существовании неизвестного прижизненного портрета Пушкина, директор лицея Николай Николаевич Гартман связался с Леонидовым и предложил ему продать портрет лицею. Тот отказался его продавать, а вместо этого передал живописное полотно в дар. В момент передачи портрета тот находился в очень плохом состоянии и по всей видимости не представлялся для его бывших владельцев чем-то ценным. Картина была передана специалистам Эрмитажа и была ими отреставрирована, после чего выставлена в одном из залов лицея. Вся вышеизложенная история впервые была доведена до сведения широкой общественности писателем Сигизмундом Феликсовичем Либровичем, опубликовавшим её в 1890 году. Либрович также сообщил, что в момент передачи портрета он был подписан инициалами «И. Л.» и что эксперты Эрмитажа установили по ним авторство художника, назвав таковым Ивана Логгиновича Линёва. К сожалению, в своей публикации Либрович не назвал ни имён экспертов, ни причин, по которым авторство было приписано Линёву. При эрмитажной реставрации конца XIX века холст был дублирован (то есть наклеен на новое основание), а инициалы «И. Л.» были заменены на текст «Рис. съ натуры И. Линевъ».

## Авторство
Несмотря на то, что за портретом закрепилось (особенно в популярной литературе) название «линёвского», практически никаких подтверждений авторства полотна нет. Впервые информацию о том, что автором портрета является Иван Логгинович Линёв, привёл в 1890 году Либрович, ссылаясь при этом на неких неназванных экспертов «Эрмитажа» и не уточняя, чем (кроме инициалов «И. Л.») могли они руководствоваться в своём выводе — фамилия Линёва отсутствует в каких бы то ни было списках художников той поры, он не упоминается в таком качестве в воспоминаниях современников. Позднейшие исследователи, пытавшиеся обнаружить сведения о Линёве-художнике, — такие, как Николай Осипович Лернер, Эрих Фёдорович Голлербах или Илья Самойлович Зильберштейн, не преуспели в этом.
На сайте Музея-квартиры Пушкина в Санкт-Петербурге, в собрании которого ныне находится портрет, его автором значится «Неизвестный художник-монограммист „И. Л.“».

## История создания
История создания портрета достоверно не известна. Существует несколько версий:

Одна из них, выдвинутая Ильёй Самойловичем Зильберштейном и продвигавшаяся Сергеем Михайловичем Куликовым, состоит в следующем. Выйдя в отставку, полковник Линёв проживал попеременно в Санкт-Петербурге и в наследственном поместье, которое делил с братом Александром. В Петербурге Линёв проживал на 2-й Итальянской улице Литейной части, в доме № 17 — в справочнике «Нумерация домов С.-Петербурга с алфавитным списком проспектов, улиц… и владельцев домов» в качестве владельца вышеназванного дома упоминается «полковник Линёв» (без указания инициалов). Квартиры в доме Линёва сдавались также в наём — так в одной из них в 1836—1837 годах после возвращения из-за границы жила Варвара Петровна Тургенева со своим сыном Иваном Сергеевичем — впоследствии известным писателем, и некоторыми другими домочадцами. Частым гостем у Тургеневых был поэт Василий Андреевич Жуковский, бывший близким другом Пушкина. Зильберштейн предположил, что Жуковский хотел иметь у себя портрет Пушкина и для его написания он обратился к художнику-самоучке Ивану Линёву, другие работы которого он мог видеть в доме последнего, бывая в гостях у Тургеневых. В подтверждение этого Зильберштейн приводит многократно публиковавшуюся записку Жуковского, датированную предположительно январём — мартом 1836 года: 
Не забудь, что ты у меня нынче в час будешь рисоваться. Если не найдёшь меня, паче чаяния, дома, то найдёшь у меня живописца. Прошу пожаловать. Жуковский.
 К тому же периоду предположительно относится ещё одна записка Жуковского Пушкину: 
...А завтра (в субботу) жду тебя также непременно к себе часу во втором поутру. У меня будет живописец и ты должен с полчаса посидеть под пыткой его животворной кисти.
 Далее Зильберштейн делает предположение о том, что Жуковский отправил написанный Линёвым портрет Пушкину, и что глубоко реалистичное полотно поэту не понравилось, в подтверждение этого приводится до сих пор не расшифрованная записка Пушкина неизвестному адресату: 
посылаю тебе мою образину
 Зильберштейн предполагает, что эта записка сопровождала возвращение полотна его заказчику.
С подобной трактовкой не соглашается Т. Г. Александрова. Она отмечает, что во-первых нет никаких подтверждений того, что Жуковский заказывал кому-то портрет Пушкина, кроме двух процитированных записок. Во-вторых, исследовательница высказывает сомнение, что Жуковский, знакомый со многими лучшими художниками своего времени, стал бы заказывать портрет друга у никому не известного любителя. Александрова также обращает внимание на то, что в том же 1836 году Пушкин отказался позировать известному художнику Карлу Брюллову и неясно, почему вдруг он согласился бы на написание портрета Линёвым.
Совсем иные две версии создания портрета, ни одна из которых не классифицирует портрет как прижизненный, выдвинул Эрих Фёдорович Голлербах. В частности, Голлербах полагает маловероятным тот факт, что само существование прижизненного портрета Пушкина могло остаться незамеченным современниками. Исследователь также отмечает «окоченелость» лица на портрете, что было бы более характерным для посмертного изображения. Согласно первой версии, Линёв мог использовать в качестве источника посмертный портрет Фёдора Антоновича Бруни «Пушкин в гробу». По второй версии, Линёв мог сделать самостоятельно наброски убитого на дуэли поэта, а затем на их основе создать якобы прижизненный портрет.

В 1986 году была проведена повторная экспертиза полотна. Экспертиза выявила достаточно серьёзные расхождения между оригинальным замыслом художника (кем бы он ни был) и реставрацией конца XIX века. Было искажено изображение правого глаза, утяжелён подбородок, изменены формы кончика носа и ноздри, расширен лоб. Именно неумелая реставрация сделала портрет похожим на те, что изображали Пушкина в гробу. Вместе с тем в ходе экспертизы было выявлено, что портрет написан на холсте, ранее использовавшимся для другой живописной работы, что вызывает у исследователей дополнительные сомнения в том, что портрет писался под заказ. На «линёвском» портрете у поэта карие глаза, хотя сам Пушкин описывал свою внешность таким образом: 
.. волосы темнорусыя, глаза голубыя
 Подобное несоответствие вызывает сомнение в том, что портрет мог писаться с натуры, и скорее должно свидетельствовать в пользу следования художника стереотипу: раз чернокожий, значит глаза должны быть карими.

## Восприятие
Художественные особенности портрета вызывали прямо противоположные оценки искусствоведов. Писатель Сигизмунд Феликсович Либрович предполагал, что портрет не приукрашивал внешность поэта и показывал, каким именно был в действительности Пушкин. Советский пушкинист Михаил Дмитриевич Беляев столь же высоко оценивал линёвский портрет, отмечая, что он в высшей степени реалистичен. Историк искусства Эрих Фёдорович Голлербах также был уверен в правдоподобии образа Пушкина на портрете. Голлербах также отмечал совпадение цвета волос Пушкина на портрете и в медальоне Тургенева, а также цитировал воспоминания Павла Воиновича Нащокина, согласно которому у Пушкина под конец жизни отчётливо проступала лысина.
Куда менее комплиментарным было мнение живописца и реставратора Игоря Эммануиловича Грабаря, который предполагал, что портрет Линёва скомпонован с посмертного рисунка авторства неизвестного художника.

## Комментарии
1. ↑  Современный адрес — улица Жуковского, дом 18[12].
2. ↑  с фр. — «состояние души»